# Guillermo Vilas
Guillermo Vilas (* 17. August 1952 in Buenos Aires) ist ein ehemaliger argentinischer Tennisspieler.

## Leben und Karriere
Der im argentinischen Mar del Plata aufgewachsene und heute in Monte Carlo lebende Anwaltssohn gewann 1973 in Buenos Aires sein erstes Grand-Prix-Turnier. Er gewann insgesamt 62 Titel, darunter zwei Siege bei den Australian Open und je einen bei den French Open und den US Open; weitere viermal stand er im Endspiel eines Grand-Slam-Turniers. 1977 blieb Vilas in 46 Spielen hintereinander unbesiegt, dieser Rekord hat bis heute Bestand. Die Siegesserie endete im Finale des Turniers von Aix-en-Provence, als Vilas gegen Ilie Năstase aufgab. Nastase trat zu dem Endspiel mit der sogenannten Spaghettibespannung an, die unmittelbar nach diesem Turnier verboten wurde. Anschließend gewann Vilas noch einmal 30 Partien in Folge. In jenem Jahr gewann er 16 Turniere, was ebenfalls einen Rekord darstellt. Eine weitere Rekordserie des Argentiniers von 53 Siegen auf Sand hintereinander wurde von Rafael Nadal 2006 bei den French Open in Roland Garros gebrochen. Vilas gewann in seiner Laufbahn 681 Begegnungen auf Asche; damit ist er immer noch der Spieler mit den meisten Siegen auf diesem Untergrund. Bei den French Open gab Vilas, der außerdem als Buchautor und Musiker erfolgreich war, 1989 nach einer Erstrundenniederlage gegen Claudio Pistolesi in Paris (Roland Garros) seinen Abschied vom Profitennis bekannt.
1991 wurde Vilas in die International Tennis Hall of Fame aufgenommen. Er gehört zu den zwölf Spielern, die mehr als tausend Matches auf der ATP Tour absolviert haben. Hinter Jimmy Connors (1557 Matches), Roger Federer (1526) und Ivan Lendl (1310) belegt Vilas (1248) in dieser Statistik den vierten Platz, bei der Anzahl der Siege liegt er mit 951 Erfolgen auf dem fünften Platz hinter Connors (1274), Federer (1251), Lendl (1068) und Nadal (1028). Und Vilas ist mit 104 erreichten Finals einer von acht Spielern, die mehr als 100 Endspiele erreicht haben. 2005 nahm ihn das amerikanische Tennis Magazine in die „Liste der 40 besten Spieler und Spielerinnen“ der Open Era auf. Anlässlich des Daviscup-Endspiels zwischen Argentinien und Spanien in Mar del Plata im November 2008, das Spanien auch ohne den damaligen Weltranglistenersten Nadal mit 3:1 gewann, erhielt Guillermo Vilas von der ITF den Davis Cup Award of Excellence überreicht.
Vilas wurde 1974, 1975 und 1977 als Argentiniens Sportler des Jahres (Olimpia de Oro) ausgezeichnet.
Von 1970 bis 1973 sowie zwischen 1975 und 1984 spielte Vilas 81 Partien im Davis Cup, von denen er 57 gewann (Einzelbilanz: 45:10).

## Erfolge
| Legende                      |
| Grand Slam (4)               |
| Masters Grand Prix (1)       |
| Grand Prix Super Series      |
| Grand Prix World Series (73) |
| ATP Challenger Tour          |

| ATP-Titel nach Belag |
| Hartplatz (5)        |
| Sand (65)            |
| Rasen (1)            |
| Teppich (7)          |

### Einzel

#### Turniersiege
| Nr. | Datum              | Turnier             | Belag         | Finalgegner               | Ergebnis                  |
| --- | ------------------ | ------------------- | ------------- | ------------------------- | ------------------------- |
| 1.  | 25. November 1973  | Buenos Aires (1)    | Sand          | Björn Borg                | 3:6, 6:7, 6:4, 6:6 aufgg. |
| 2.  | 14. Juli 1974      | Gstaad (1)          | Sand          | Manuel Orantes            | 6:1, 6:2                  |
| 3.  | 21. Juli 1974      | Hilversum (1)       | Sand          | Barry Phillips-Moore      | 6:4, 6:2, 1:6, 6:3        |
| 4.  | 4. August 1974     | Louisville (1)      | Sand          | Jaime Fillol              | 6:4, 7:5                  |
| 5.  | 18. August 1974    | Toronto (1)         | Sand          | Manuel Orantes            | 6:4, 6:2, 6:3             |
| 6.  | 27. Oktober 1974   | Teheran (1)         | Sand          | Raúl Ramírez              | 6:0, 6:3, 6:1             |
| 7.  | 24. November 1974  | Buenos Aires (2)    | Sand          | Manuel Orantes            | 6:3, 0:6, 7:5, 6:2        |
| 8.  | 15. Dezember 1974  | Masters             | Rasen         | Ilie Năstase              | 7:6, 6:2, 3:6, 3:6, 6:4   |
| 9.  | 11. Mai 1975       | München (1)         | Sand          | Karl Meiler               | 2:6, 6:0, 6:2, 6:3        |
| 10. | 20. Juli 1975      | Hilversum (2)       | Sand          | Željko Franulović         | 6:4, 6:7, 6:2, 6:3        |
| 11. | 27. Mai 1975       | Washington (1)      | Sand          | Harold Solomon            | 6:1, 6:3                  |
| 12. | 3. August 1975     | Louisville (2)      | Sand          | Ilie Năstase              | 6:4, 6:3                  |
| 13. | 16. November 1975  | Buenos Aires (3)    | Sand          | Adriano Panatta           | 6:1, 6:4, 6:4             |
| 14. | 22. Februar 1976   | St. Louis           | Teppich (i)   | Vijay Amritraj            | 4:6, 6:0, 6:4             |
| 15. | 29. Februar 1976   | Fort Worth          | Hartplatz (i) | Phil Dent                 | 6:74, 6:1, 6:1            |
| 16. | 19. April 1976     | Monte Carlo (1)     | Sand          | Wojciech Fibak            | 6:1, 6:1, 6:4             |
| 17. | 23. August 1976    | Toronto (2)         | Sand          | Wojciech Fibak            | 6:4, 7:6, 6:2             |
| 18. | 21. November 1976  | São Paulo           | Teppich (i)   | José Higueras             | 6:3, 6:0                  |
| 19. | 28. November 1976  | Buenos Aires (4)    | Sand          | Jaime Fillol              | 6:2, 6:2, 6:3             |
| 20. | 13. Februar 1977   | Springfield         | Teppich (i)   | Stan Smith                | 3:6, 6:0, 6:3, 6:2        |
| 21. | 17. April 1977     | Buenos Aires (5)    | Sand          | Wojciech Fibak            | 6:4, 6:3, 6:0             |
| 22. | 23. April 1977     | Virginia Beach      | Sand          | Stan Smith                | 3:6, 6:0, 6:3, 6:2        |
| 23. | 5. Juni 1977       | French Open         | Sand          | Brian Gottfried           | 6:0, 6:3, 6:0             |
| 24. | 17. Juli 1977      | Kitzbühel (1)       | Sand          | Jan Kodeš                 | 5:7, 6:2, 4:6, 6:3, 6:2   |
| 25. | 24. Juli 1977      | Washington (2)      | Sand          | Brian Gottfried           | 6:4, 7:5                  |
| 26. | 1. August 1977     | Louisville (3)      | Sand          | Eddie Dibbs               | 1:6, 6:0, 6:1             |
| 27. | 8. August 1977     | South Orange (1)    | Sand          | Roscoe Tanner             | 6:4, 6:1                  |
| 28. | 14. August 1977    | Columbus            | Sand          | Brian Gottfried           | 6:2, 6:1                  |
| 29. | 11. September 1977 | US Open             | Sand          | Jimmy Connors             | 2:6, 6:3, 7:6, 6:0        |
| 30. | 25. September 1977 | Paris               | Sand          | Christophe Roger-Vasselin | 6:2, 6:1, 7:6             |
| 31. | 9. Oktober 1977    | Teheran (2)         | Sand          | Eddie Dibbs               | 6:2, 6:4, 1:6, 6:1        |
| 32. | 13. November 1977  | Bogotá              | Sand          | José Higueras             | 6:1, 6:2, 6:3             |
| 33. | 20. November 1977  | Santiago de Chile   | Sand          | Jaime Fillol              | 6:0, 2:6, 6:4             |
| 34. | 26. November 1977  | Buenos Aires (6)    | Sand          | Jaime Fillol              | 6:4, 6:4                  |
| 35. | 6. Dezember 1977   | Johannesburg        | Hartplatz     | Buster Mottram            | 7:6, 6:3, 6:4             |
| 36. | 21. Mai 1978       | Hamburg             | Sand          | Wojciech Fibak            | 6:2, 6:4, 6:2             |
| 37. | 28. Mai 1978       | München (2)         | Sand          | Buster Mottram            | 6:1, 6:3, 6:3             |
| 38. | 16. Juli 1978      | Gstaad (2)          | Sand          | José Luis Clerc           | 6:3, 7:6, 6:4             |
| 39. | 6. August 1978     | South Orange (2)    | Sand          | José Luis Clerc           | 6:1, 6:3                  |
| 40. | 1. Oktober 1978    | Aix-en-Provence     | Sand          | José Luis Clerc           | 6:3, 6:0, 6:3             |
| 41. | 29. Oktober 1978   | Basel               | Hartplatz (i) | John McEnroe              | 6:3, 5:7, 7:5, 6:4        |
| 42. | 3. Januar 1979     | Australian Open (1) | Rasen         | John Marks                | 6:4, 6:4, 3:6, 6:3        |
| 43. | 7. Januar 1979     | Hobart              | Hartplatz     | Mark Edmondson            | 6:4, 6:4                  |
| 44. | 22. Juli 1979      | Washington (3)      | Sand          | Víctor Pecci              | 7:6, 7:6                  |
| 45. | 25. November 1979  | Buenos Aires (7)    | Sand          | José Luis Clerc           | 6:1, 6:2, 6:2             |
| 46. | 2. Januar 1980     | Australian Open (2) | Rasen         | John Sadri                | 7:6, 6:3, 6:2             |
| 47. | 25. Mai 1980       | Rom                 | Sand          | Yannick Noah              | 6:0, 6:4, 6:4             |
| 48. | 27. Juli 1980      | Kitzbühel (2)       | Sand          | Ivan Lendl                | 6:3, 6:2, 6:2             |
| 49. | 14. September 1980 | Palermo             | Sand          | Paul McNamee              | 6:4, 6:0, 6:0             |
| 50. | 8. Februar 1981    | Mar del Plata       | Sand          | Víctor Pecci              | 2:6, 6:3, 2:1 aufgg.      |
| 51. | 15. März 1981      | Kairo               | Sand          | Peter Elter               | 6:2, 6:3                  |
| 52. | 12. April 1981     | Houston             | Sand          | Sammy Giammalva           | 6:2, 6:4                  |
| 53. | 7. Februar 1982    | Buenos Aires (8)    | Sand          | Alejandro Ganzábal        | 6:2, 6:4                  |
| 54. | 21. März 1982      | Rotterdam           | Teppich (i)   | Jimmy Connors             | 0:6, 6:2, 6:4             |
| 55. | 28. März 1982      | Mailand             | Teppich (i)   | Jimmy Connors             | 6:3, 6:3                  |
| 56. | 11. April 1982     | Monte Carlo (2)     | Sand          | Ivan Lendl                | 6:1, 7:6, 6:3             |
| 57. | 2. Mai 1982        | Madrid              | Sand          | Ivan Lendl                | 6:7, 4:6, 6:0, 6:3, 6:3   |
| 58. | 18. Juli 1982      | Boston              | Sand          | Mel Purcell               | 6:4, 6:0                  |
| 59. | 25. Juli 1982      | Kitzbühel (3)       | Sand          | Marcos Hocevar            | 7:6, 6:1                  |
| 60. | 13. Februar 1983   | Richmond            | Teppich (i)   | Steve Denton              | 6:3, 7:5, 6:4             |
| 61. | 27. Februar 1983   | Delray Beach        | Sand          | Pavel Složil              | 6:1, 6:4, 6:0             |
| 62. | 24. Juli 1983      | Kitzbühel (4)       | Sand          | Henri Leconte             | 7:6, 4:6, 6:4             |

#### Finalteilnahmen
| Nr. | Datum              | Turnier          | Belag         | Finalgegner      | Ergebnis                |
| --- | ------------------ | ---------------- | ------------- | ---------------- | ----------------------- |
| 1.  | 6. August 1972     | Cincinnati       | Sand          | Jimmy Connors    | 3:6, 3:6                |
| 2.  | 1. Dezember 1972   | Buenos Aires (1) | Sand          | Karl Meiler      | 7:6, 6:2, 4:6, 4:6, 4:6 |
| 3.  | 28. Juli 1974      | Washington (1)   | Sand          | Harold Solomon   | 6:1, 3:6, 4:6           |
| 4.  | 15. Juni 1975      | French Open (1)  | Sand          | Björn Borg       | 2:6, 3:6, 4:6           |
| 5.  | 24. August 1975    | Boston           | Sand          | Björn Borg       | 3:6, 4:6, 2:6           |
| 6.  | 28. September 1975 | San Francisco    | Teppich (i)   | Arthur Ashe      | 0:6, 6:74               |
| 7.  | 4. April 1976      | São Paulo        | Teppich (i)   | Björn Borg       | 6:74, 2:6               |
| 8.  | 9. Mai 1976        | WCT Finals       | Teppich (i)   | Björn Borg       | 6:1, 1:6, 5:7, 1:6      |
| 9.  | 30. Mai 1976       | Rom (1)          | Sand          | Adriano Panatta  | 6:2, 6:7, 2:6, 6:7      |
| 10. | 9. Januar 1977     | Australian Open  | Rasen         | Roscoe Tanner    | 3:6, 3:6, 3:6           |
| 11. | 23. Januar 1977    | Baltimore        | Teppich (i)   | Brian Gottfried  | 3:6, 6:7                |
| 12. | 27. Februar 1977   | Palm Springs     | Hartplatz     | Brian Gottfried  | 6:2, 1:6, 3:6           |
| 13. | 13. März 1977      | Johannesburg     | Hartplatz     |                  |                         |
| 14. | 3. April 1977      | Nizza            | Sand          | Björn Borg       | 4:6, 6:1, 2:6, 0:6      |
| 15. | 2. Oktober 1977    | Aix-en-Provence  | Sand          | Ilie Năstase     | 1:6, 5:7 aufgg.         |
| 16. | 11. Juni 1978      | French Open (2)  | Sand          | Björn Borg       | 1:6, 1:6, 3:6           |
| 17. | 4. Februar 1979    | Richmond         | Teppich (i)   | Björn Borg       | 3:6, 1:6                |
| 18. | 1. April 1979      | Stuttgart Indoor | Hartplatz (i) | Wojciech Fibak   | 2:6, 2:6, 6:3, 2:6      |
| 19. | 27. Mai 1979       | Rom (2)          | Sand          | Vitas Gerulaitis | 7:6, 6:7, 7:6, 4:6, 2:6 |
| 20. | 12. August 1979    | Indianapolis     | Sand          | Jimmy Connors    | 1:6, 6:2, 4:6           |
| 21. | 21. Oktober 1979   | Sydney Indoor    | Sand          | Vitas Gerulaitis | 6:4, 3:6, 1:6, 6:7      |
| 22. | 6. April 1980      | Monte Carlo (1)  | Sand          | Björn Borg       | 1:6, 0:6, 2:6           |
| 23. | 18. Mai 1980       | Hamburg          | Sand          | Harold Solomon   | 7:6, 2:6, 4:6, 6:2, 3:6 |
| 24. | 5. Oktober 1980    | Madrid           | Sand          | José Luis Clerc  | 3:6, 6:1, 6:1, 4:6, 2:6 |
| 25. | 12. Oktober 1980   | Barcelona (1)    | Sand          | Ivan Lendl       | 4:6, 7:5, 4:6, 6:4, 1:6 |
| 26. | 22. Februar 1981   | Boca Raton       | Sand          | John McEnroe     | 7:6, 4:6, 0:6           |
| 27. | 22. April 1981     | Monte Carlo (2)  | Sand          | Jimmy Connors    | 5:5 abgebrochen         |
| 28. | 19. Juli 1981      | Kitzbühel (1)    | Sand          | John Fitzgerald  | 6:3, 3:6, 5:7           |
| 29. | 26. Juli 1981      | Washington (2)   | Sand          | José Luis Clerc  | 5:7, 2:6                |
| 30. | 2. August 1981     | North Conway     | Sand          | José Luis Clerc  | 3:6, 2:6                |
| 31. | 11. Oktober 1981   | Barcelona (2)    | Sand          | Ivan Lendl       | 0:6, 3:6, 0:6           |
| 32. | 22. November 1981  | Buenos Aires (2) | Sand          | Ivan Lendl       | 1:6, 2:6                |
| 33. | 6. Juni 1982       | French Open (3)  | Sand          | Mats Wilander    | 6:1, 6:7, 0:6, 4:6      |
| 34. | 11. Juli 1982      | Gstaad           | Sand          | José Luis Clerc  | 1:6, 3:6, 2:6           |
| 35. | 10. Oktober 1982   | Barcelona (3)    | Sand          | Mats Wilander    | 3:6, 4:6, 3:6           |
| 36. | 7. November 1982   | Baltimore        | Teppich (i)   | Paul McNamee     | 6:4, 5:7, 5:7, 6:2, 3:6 |
| 37. | 28. November 1982  | Johannesburg     | Hartplatz     | Vitas Gerulaitis | 6:7, 2:6, 6:4, 6:7      |
| 38. | 30. Januar 1983    | Detroit          | Teppich (i)   | Ivan Lendl       | 5:7, 2:6, 6:2, 4:6      |
| 39. | 20. März 1983      | Rotterdam        | Hartplatz (i) | Gene Mayer       | 1:6, 6:7                |
| 40. | 17. April 1983     | Hilton Head      | Sand          | Ivan Lendl       | 2:6, 1:6, 0:6           |
| 41. | 9. Oktober 1983    | Barcelona (4)    | Sand          | Mats Wilander    | 0:6, 3:6, 1:6           |
| 42. | 11. Mai 1986       | Forest Hills     | Sand          | Yannick Noah     | 6:7, 0:6                |

### Doppel

#### Turniersiege
| Nr. | Datum             | Turnier          | Belag       | Doppelpartner  | Finalgegner                          | Ergebnis           |
| --- | ----------------- | ---------------- | ----------- | -------------- | ------------------------------------ | ------------------ |
| 1.  | 25. November 1973 | Buenos Aires (1) | Sand        | Ricardo Cano   | Patricio Cornejo Iván Molina         | 7:6, 6:3           |
| 2.  | 21. Juli 1974     | Hilversum (1)    | Sand        | Tito Vázquez   | Lito Álvarez Julián Ganzábal         | 6:2, 3:6, 6:1, 6:2 |
| 3.  | 18. August 1974   | Toronto          | Sand        | Manuel Orantes | Jürgen Faßbender Hans-Jürgen Pohmann | 6:3, 6:2           |
| 4.  | 27. Oktober 1974  | Teheran          | Sand        | Manuel Orantes | Brian Gottfried Raúl Ramírez         | 7:6, 2:6, 6:2      |
| 5.  | 24. November 1974 | Buenos Aires (2) | Sand        | Manuel Orantes | Patricio Cornejo Jaime Fillol        | 6:4, 6:3           |
| 6.  | 20. Juli 1975     | Hilversum (2)    | Sand        | Wojciech Fibak | John Lloyd Željko Franulović         | 6:2, 4:6, 6:1      |
| 7.  | 3. August 1975    | Louisville       | Sand        | Wojciech Fibak | Anand Amritraj Vijay Amritraj        |                    |
| 8.  | 19. Oktober 1975  | Barcelona        | Sand        | Björn Borg     | Wojciech Fibak Karl Meiler           | 3:6, 6:4, 6:3      |
| 9.  | 23. Januar 1977   | Baltimore        | Teppich (i) | Ion Țiriac     | Ross Case Jan Kodeš                  | 6:3, 6:7, 6:4      |
| 10. | 3. April 1977     | Nizza            | Sand        | Ion Țiriac     | Chris Kachel Chris Lewis             | 6:4, 6:1           |
| 11. | 3. April 1977     | Teheran          | Sand        | Ion Țiriac     | Bob Hewitt Frew McMillan             | 1:6, 6:1, 6:4      |
| 12. | 26. November 1977 | Buenos Aires (3) | Sand        | Ion Țiriac     | Ricardo Cano Antonio Muñoz           | 6:4, 6:0           |
| 13. | 28. Mai 1978      | München          | Sand        | Ion Țiriac     | Jürgen Faßbender Tom Okker           | 3:6, 6:4, 7:6      |
| 14. | 1. Oktober 1978   | Aix-en-Provence  | Sand        | Ion Țiriac     | Jan Kodeš Tomáš Šmíd                 | 7:6, 6:1           |
| 15. | 25. März 1979     | San José         | Hartplatz   | Ion Țiriac     | Anand Amritraj Colin Dibley          | 6:4, 2:6, 6:4      |
| 16. | 5. August 1979    | North Conway     | Sand        | Ion Țiriac     | John Sadri Tim Wilkison              | 6:4, 7:6           |

#### Finalteilnahmen
| Nr. | Datum            | Turnier          | Belag         | Doppelpartner  | Finalgegner                  | Ergebnis      |
| --- | ---------------- | ---------------- | ------------- | -------------- | ---------------------------- | ------------- |
| 1.  | 20. Oktober 1974 | Barcelona        | Sand          | Manuel Orantes | Juan Gisbert Ilie Năstase    | 6:3, 0:6, 2:6 |
| 2.  | 19. April 1976   | Monte Carlo      | Sand          | Björn Borg     | Wojciech Fibak Karl Meiler   | 6:7, 1:6      |
| 3.  | 23. Februar 1977 | Springfield      | Teppich (i)   | Ion Țiriac     | Bob Hewitt Frew McMillan     | 6:7, 2:6      |
| 4.  | 17. April 1977   | Buenos Aires     | Sand          | Lito Álvarez   | Wojciech Fibak Ion Țiriac    | 5:7, 6:0, 6:7 |
| 5.  | 8. August 1977   | South Orange (1) | Sand          | Ion Țiriac     | Colin Dibley Wojciech Fibak  | 1:6, 5:7      |
| 6.  | 6. August 1978   | South Orange (2) | Sand          | Ion Țiriac     | Peter Fleming John McEnroe   | 3:6, 3:6      |
| 7.  | 5. November 1978 | Paris            | Hartplatz (i) | Ion Țiriac     | Bruce Manson Andrew Pattison | 6:7, 2:6      |
| 8.  | 7. Januar 1979   | Hobart           | Hartplatz     | Ion Țiriac     | Phil Dent Bob Giltinan       | 6:8           |
| 9.  | 4. Februar 1979  | Richmond         | Teppich (i)   | Ion Țiriac     | Brian Gottfried John McEnroe | 4:6, 3:6      |
| 10. | 15. Juli 1979    | Gstaad           | Sand          | Ion Țiriac     | Mark Edmondson John Marks    | 6:2, 1:6, 4:6 |